# Макнамара, Уильям
Уи́льям Уэ́ст Макнама́ра (англ. William West McNamara, род. 31 марта 1965 года, Даллас, Техас, США) ― американский актёр кино и телевидения.

## Биография
Макнамара родился в Далласе, штат Техас, в семье сотрудника Ford Motor Company и дизайнера интерьеров. Он посещал школу Солсбери при Колумбийском университете и учился в Институте Ли Страсберга в Нью-Йорке.
Он сыграл роли в таких фильмах, как «Техасвилль», «Стелла», «Имитатор», «Игра на выживание», «Украсть дом», «Второй» и других. На телевидении он сыграл Монтгомери Клифта в фильме «Лиз: история Элизабет Тейлор», Рики Нельсона в фильме «Ночные кошмары и фантастические видения», появлялся в сериалах Полиция Нью-Йорка, «Закон и порядок: Специальный корпус».
Он является активистом движения за права животных и веганом. Макнамара снял несколько документальных фильмов, разоблачающих индустрию экзотических животных в Соединённых Штатах.
С 1993 по 1995 год находился в отношениях с актрисой Эрикой Элениак, с которой познакомился на съемках фильма «Конвоиры».

## Избранная фильмография
| Год  |    | Русское название            | Оригинальное название     | Роль                     |
| ---- | -- | --------------------------- | ------------------------- | ------------------------ |
| 1987 | ф  | Ужас в опере                | Opera                     | Стефано                  |
| 1988 | ф  | Украсть дом                 | Stealing Home             | Билли Уайетт в молодости |
| 1989 | ф  | Задумай маленькую мечту     | Dream A Little Dream      | Джоэл                    |
| 1990 | ф  | Стелла                      | Stella                    | Пэт Роббинс              |
| 1990 | ф  | Техасвилль                  | Texasville                | Дикки Джексон            |
| 1992 | тф | Жизнь на Мэйпл-Драйв        | Doing Time on Maple Drive | Мэтт Картер              |
| 1993 | ф  | Эспен — самый сложный спуск | Aspen Extreme             | Тодд Паундс              |
| 1994 | ф  | Игра на выживание           | Surviving the Game        | Дерек Вольф-мл.          |
| 1994 | ф  | Конвоиры                    | Chasers                   | Эдди Дивейн              |
| 1994 | ф  | Радио внутри                | Radio Inside              | Мэтью                    |
| 1995 | ф  | Имитатор                    | Copycat                   | Питер Фоули              |
| 2020 | ф  | Второй                      | The 2nd                   | Джалиль                  |